# VII. Kónsztantinosz bizánci császár
VII. (Bíborbanszületett) Kónsztantinosz, magyarosan Konstantin (görögül: Κωνσταντίνος Ζ΄ Πορφυρογέννητος, 905. szeptember 2. – 959. november 9.) a Bizánci Birodalom császára (uralkodott társcsászárként 908. május 15-étől; egyeduralkodóként gyakorlatilag 945. január 17-étől haláláig), a Makedón-dinasztia negyedik tagja, VI. (Bölcs) León és Zóé Karbonopszina császárné gyermeke. Bár már apjától megkapta a társcsászári rangot, amit nagybátyja, III. Alexandrosz rövid uralkodása alatt is megtartott, fiatalkora miatt sokáig nem vett részt a politikában. Az ügyeket sokáig hivatalosan is tehetséges apósa, Rómanosz Lekapénosz intézte. Konstantint írói munkásságáról ismerjük elsősorban: művei – egyebek között a korai magyar történelem tekintetében is – értékes történelmi források.

## Származása

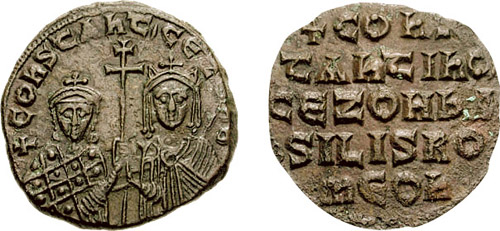
Kónsztantinosz és anyja, Zóé Karbonopszina egy follison

VI. León a vallási és állami előírásokat megszegve háromszor nősült, mielőtt szeretőjétől, Zóétól végre fiúgyermeke született Kónsztantinosz személyében. Bár a helyzet komoly konfliktusokhoz vezetett a konstantinápolyi pátriárkával, Nikolaosz Müsztikosszal, 906. január 6-án végül megkeresztelték a császári gyermeket, aki 908. május 15-én társcsászári rangot kapott. Kónsztantinoszt azért nevezték Bíborbanszületettnek (Porphürogennétosz), hogy hangsúlyozzák törvényes származását és jogát a trónra. Apja 912-es halálakor még mindig kisgyermek volt, így szintén társcsászári rangot viselő nagybátyja, III. Alexandrosz örökölte a trónt.

## Régensek kezében
Amikor 913-ban egymaga maradt uralkodónak, az ifjú Kónsztantinosz helyett egy régenstanács vette át a hatalmat, amit Müsztikosz pátriárka irányított. Kónsztantinosz Dukasz testőrparancsnok bitorlási kísérletét még sikerült meghiúsítaniuk, azonban a helyzet így sem volt hosszú életű: mivel Alexandrosz nem fizetett adót az I. Simeon vezette bolgároknak, azok háborút indítottak, és 913 augusztusában megjelentek Konstantinápoly falai alatt, mégpedig azzal a célzattal, hogy Simeon megszerezze az elvben egyetemes hatalmat jelentő bizánci császárságot. Elképzelései csak részben váltak valóra: a régenstanács nagy tisztelettel fogadta őt, és maga Nikolaosz pátriárka koronázta császárrá (szlávosan cár) – igaz, nem bizánci társuralkodóvá, hanem csak a bolgárok baszileuszává; de mivel arról is egyezség született, hogy Simeon lányát VII. Konstantinhoz adják feleségül, a cár joggal érezhette, hogy kezében tartja Bizáncot.
A kapituláció megrendítette a régenstanács hatalmát, és a kolostori száműzetésből visszatérő Zóé Karbonopszina anyacsászárné került vezető pozícióba. Zóé azonnal elutasította a házassági tervet, de még a császári koronázást is kétségbe vonta, mire ismét fellángoltak a harcok. Simeon az elkövetkező években feldúlta a Balkánt Dürrakhiontól Thesszalonikéig és Adrianopoliszig, 917. augusztus 20-án pedig döntő vereséget mért a bizánciakra az akhelóoszi csatában, majd nem sokkal később a kataszürtai ütközetben ismét diadalt aratott. 918-ban gond nélkül jutott el délen az Iszthmoszig.
A katasztrofális helyzetet a Zóét és pártfogoltját, az arisztokrata León Phókaszt ügyesen nyeregből kiütő, közrendű, örmény származású flottaparancsnok (drungariosz), Rómanosz Lekapénosz oldotta meg. 919-ben Konstantinhoz adta lányát, Helenét, elnyerve a baszileopatór (császári após) címet, 920. szeptember 24-én kaiszar, ugyanez év december 17-én pedig teljes jogú társcsászár lett.

## I. Rómanosz árnyékában
I. Rómanosz egészen 944-ig vezette a birodalom ügyeit, teljesen háttérbe szorítva Konstantint. Hamarosan magát nyilváníttatta főcsászárnak, majd 921. május 20-án öröklési joggal és „második császári” címmel ruházta fel fiát, Khrisztophoroszt. 924. december 25-én két kisebb fia, Sztephanosz és Kónsztantinosz is társcsászár lett, Theophülaktoszt pedig később konstantinápolyi pátriárkává tették. Konstantin, a legitim uralkodó mindezt tétlenül volt kénytelen szemlélni.
Rómanosz anélkül, hogy agresszívan lépett volna fel ellene, kivárással és ügyes diplomáciával lehetetlenítette el Simeont: a bolgár cár hiába volt a Balkán ura, addig nem szerezhetett érvényt terveinek, míg el nem foglalta Konstantinápolyt, ehhez pedig flottára lett volna szüksége. Rómanosz megakadályozta, hogy az araboktól szerezzen hajókat, 923-ban pedig személyes találkozón is értésére adta, hogy nem lehet Bizánc ura. A cár 927-ben halt meg, és fia, Péter azonnal békét kötött a császársággal. A császársággal kötött békeszerződés azonban nem hozta el Bulgária számára a felemelkedés időszakát. Uralkodásának elején az új császárnak belviszályokkal és zavargásokkal kellett megküzdenie, amiket bátyja indított. A 930-as években el kellett ismernie a független Rácországot. Mivel Bulgária ezzel meggyengült Bizánc ismét a Balkán meghatározó hatalmává válhatott volna. Északról azonban újabb csapás jött, 934 és 965 között a magyarok több alkalommal is lerohanták és kifosztották mind a három országot.
934: Ez volt az első jelentős hadjárat a Bizánci Birodalom ellen. Al-Maszúdi 10. századi történet- és földrajzi író szerint a magyarok a besenyőkkel szövetségben vettek részt a hadjáratban. Ekkor sikerült a bolgároktól és a bizánciaktól is adót kicsikarni.
943: A támadás során a magyarok a Bizánci Birodalom területén pusztítottak, majd öt évre szóló békét kötöttek Theophanész patrikiosszal.
948: Ebben az évben járt Bulcsú vezetésével magyar küldöttség Bizáncban, ahol busás pénzösszeg segítségével meghosszabbították a békekötést, Bulcsú megkeresztelkedett és a császár, Bíborbanszületett Konstantin lett a keresztapja.
953: Ebben az évben a „türkök” rangban második fejedelme (gyula), akit Stefanosznak is neveztek, járt Bizáncban, meghosszabbították a békét, és ő is ugyanazon megtiszteltetésben részesült, mint Bulcsú és Tormás. (Erdély rövid története - 1993: 111)
957: Bíborbanszületett Konstantin bizánci czászár az augsburgi csata hatására a még érvényes ötéves békeszerződés ellenére beszüntette az adófizetést a magyaroknak.
958: A magyarok hadjáratot indítottak Bizánc ellen és április 11-én a város falai alatt álltak Apor vezetésével. Ennek a hadjáratnak az emlékét őrizhette meg a Botond-monda.
A hajdani flottaparancsnok sokat tett a hajóhad megerősítéséért, és 924-es diadalával az Égei-tenger feletti ellenőrzést is visszaszerezte. A keleti hadszíntéren sokáig csak kisebb sikereket aratott; Jóannész Kurkuasz diadalmas hadjárata azonban 943-ban jóval keletebbre tolta a határt, és vallási színezetet is kapott a Mandülion – egy csodatévő edesszai Krisztus-képmás – megszerzésének köszönhetően. Belpolitikájában az egyházi konfliktusok elrendezését és a kisbirtokos parasztság védelmét érvényesítette.
Rómanosszal saját fiai bántak el. 931-ben ugyanis meghalt a trónörökösnek kijelölt Khrisztophorosz, és Rómanosz nem helyezte kisebbik fiait VII. Konstantin elé. Sztephanosz és Kónsztantinosz így puccsra szánta el magát: 944. december 16-án megbuktatták, és Prote szigetére száműzték. Rómanosz, akinek oly sokat köszönhetett a birodalom, 948-ban halt meg szerzetesként.

## Egyeduralom
A puccsot követően Kónsztantinosz aratta le annak babérjait. A legitimitásából adódó támogatottságát kihasználva 945. január 17-én száműzette két társuralkodóját, majd hamarosan végeztetett velük. A hátralévő tizenöt évben a császár a Lekapénoszok nagy ellenfeleire, a kiváló hadvezéreket adó, nagybirtokos Phókasz családra támaszkodott, elsősorban is annak vezetőjére, a főparancsnokságot kapó Bardasz Phókaszra, majd 954-től fiára, Niképhoroszra. Belpolitikáján azonban nem sokat változtatott: új parasztvédelmi törvények születtek, és a vallási nyugalmat sem bolygatták meg.
A császár 949-ben támadást indított Kréta megszerzéséért, de az arabok megverték. A hamdánida Szajf ad-Daula vezette aleppói és dzsazírai emírség vezetésével muszlim részről ismét kiújult a kiegyenlített csatározás az anatóliai határvidéken. Csak 956-tól kezdődött meg nagyobb volumenű támadás Niképhorosz Phókasz és Jóannész Tzimiszkész vezetésével, felváltva az addigi defenzív, lassú reagálású hadvezetést. Ennek keretében esett el a szíriai Hadasz és a mezopotámiai Szamoszata határvárosa is, de az igazán nagy eredményeket csak Konstantin utódai tudták elérni ezen a fronton.
Konstantin szinte egész uralkodása alatt a magyarok adófizetője volt: 943 és 958 között, az ötévenként megújított békeszerződés következtében a magyar csapatok nem támadtak a birodalomra. A békéért fizetendő busás adó mértékére jól jellemzés lehet, hogy a Tisza-mellék leletanyagában, ebből az időből (934-959) valósággal felszökik a talált aranyszoliduszok száma. Ibrahim ibn Jakub pedig éppen 965–ben jegyzi fel, hogy a „türk kereskedők” a prágai vásáron aranypénzekkel fizetnek. (Erdély rövid története - (1993 - Akadémia Kiadó, Budapest:112)
VII. Konstantin önálló regnálása során igen intenzív külkapcsolatokat ápolt a kortárs államokkal. Követei nem csak Nagy Ottóhoz, hanem még a córdobai III. Abd ar-Rahmánhoz is eljutottak, és páratlan sikert könyvelhetett el, amikor 957-ben Konstantinápolyban fogadta Olga kijevi nagyfejedelemasszonyt, a Rusz régensét, aki felvette a kereszténységet, és Helenéként hazatérve sokat tett a térség megtérítéséért.

## Utódai és emlékezete
Kónsztantinosz 959-es halála után fia, II. Rómanosz került trónra, aki azonban rövid ideig uralkodott. Mindkettejük halála kapcsán felmerült az özvegy, Theophanó "segítő keze", aki állítólag megmérgeztette Kónsztantinoszt és Rómanoszt. Theophanó uralkodott kiskorú gyermekei, II. Baszileiosz és VIII. Konstantin nevében; tényleges hatalomra kerülésükig a két kiváló hadvezér, Niképhorosz Phókasz és Jóannész Kurkuasz Tzimiszkész is viselte a császári koronát, dicsőséges hódításokkal ékesítve a birodalmat.
Bár nem volt tehetségtelen uralkodó, Bíborbanszületett Konstantint elsősorban tudósként és íróként ismeri el az utókor. Nevéhez köthető a birodalom tartományait (themák) leíró De thematibus (A themákról) címet viselő munka, a De administrando imperio (A birodalom kormányzásáról), amelyben a Bizánccal kapcsolatba kerülő népekről és államokról elmélkedik, így a magyarokról is.
Talán legismertebb műve a De ceremoniis (A ceremóniákról) címet viselő alkotás, amely a kormányzás módszereiről ír, illetve a 817 utáni eseményeket veszi számba. A könyv jelentős történeti forrás – emellett dekadenciát árasztónak tartott szemlélete és kimódoltsága miatt nagyban hozzájárult ahhoz, hogy a Bizánci Birodalom megítélése a 18–19. században általában negatív legyen.

## Személye aRégi tudós világ históriájában
Budai Ézsaiás teológus és történetíró a Régi tudós világ históriája című 1802-es, Debrecenben megjelent nagy tudós-lexikonában a következőket írja Kónsztaninoszról:
| CONSTANTINUS PORPHYROGENNETA, Leo Sapiens Tsászárnak fia, született 905-benn, meghólt 959-benn. Az Attyáról mintegy örökség szerint szálvánn rea a’ tudományok szeretete, igyekezett azoknak hanyatlását a’ mennyire tőlle kitőlt meggátolni. De, a’ mely eszközt erre választottː azzal, több kárt tett mint hasznot. Hogy t. i. a’ tudományokhoz könnyebenn lehessen jutni, sok és külömbkülömféle Auctorokat excerpáltatott, vagy azokból Epitomét készíttetett; de a’ melyből a’ lett, hogy idővel tsak az illyen Epitomékhoz, és Excerptákhoz ragaszkodvánn az emberek, ’s a’ nagyobb munkákkal, mellyekből azok készíttettek, egészenn felhagyvánn, jobbára elvesztek az eredeti munkák, és tsak a’ száraz, és sokszor minden józan ítélet, és gusztus nélkűl készűlt excerpták maradtak meg, a’ tudományoknak nagy kárával. Halála, a’ fia Romanus által lett, a’ ki őtet méreggel vesztette el. Külömbkülömbféle munkákat írtː 1. De administrando imperio ad filium Romanum; melyből a’ Napkeleti Birodalomnak akkori állapotját, és a’ kűlső Nemzetekhez képest való erejét, vagy gyengeségét, legjobban meg lehet ítélni. 2. De Thematibus imperii ocidentalis L. II.; a’ Birodalombann való Praefecturákról, melyekre elosztatott; azoknak eredetéről, és azokbann lakó Népekről. Szinte ollyan betses munka, mint az első. 3. De eremoniis Aulae Byzantinae Libr. II. 4. Collectanea et excerpta Historico Politica et Moralia, 53. részekbenn; de a’ mellyekből tsak a’ 27-dik de Legationibus és az 50-dik de Virtute et Vitio maradtak meg. A’ hadi mesterségre tartozó munkái másutt fognak említődni. |

## Vélemények aBirodalom kormányzásárólcímű művéről
Számunkra legbecsesebb műve az a kormányzattani „kézikönyv”, amelyet fiának, a leendő II. Rómanosznak írt feltehetően annak 14. születésnapja táján, 952-ben, s amely 1611-ben jelent meg először nyomtatásban a De administrando imperio latin címmel (és latin fordítással). A császár egy praktikus vezérfonalra felfűzve kézikönyvvé szerkesztette a konstantinápolyi udvarban összegyűjtött információkat a Bizánccal kapcsolatban álló népekről, lakóhelyeikről, életmódjukról, belső rendjükről, vezetőikről, egymáshoz való viszonyukról és arról, hogyan lehet őket a Bizánci Birodalom érdekében egymás ellen kijátszani. A mű, amely bizalmas közléseket is tartalmaz, szigorúan belső használatra készült, s csak egyetlen - ma Párizsban őrzött - 11. századi kódexben vészelte át az évszázadokat. A diplomáciai iratokat, hírszerzői jelentéseket és szóbeli információkat egyaránt felhasználó mű a magyar őstörténet felbecsülhetetlen értékű, pótolhatatlan kútfője, hiszen legtöbb esetben egyetlen forrásunk a magyarok fejedelmeiről, politikai szervezetéről, lakhelyeiről, honfoglalásáról és az azt megelőző és követő külkapcsolatairól. E különlegesen értékes információk jelentős része feltehetően a 950 táján Konstantinápolyba látogató magyar vezérek, Árpád fejedelem dédunokája, Termacsu (Tormás), Bulcsu és Gyula közlésein alapult. Figyelemre méltó, hogy Bíborbanszületett Konstantin egyetlen más idegen fejedelmi dinasztiáról sem beszél olyan részletesen, mint az Árpádokéról.

## Magyarul megjelent művei
- részletek INː (szerk.) Simon Róbert – Székely Magda – Dimitriosz Hadziszː A bizánci irodalom kistükre, Európa Könyvkiadó, Budapest, 1974, ISBN 963-07-0345-9, 127–147, 737–747 p.
- Bíborbanszületett Konstantín: A birodalom kormányzása; ford. Moravcsik Gyula; Lectum, Szeged, 2003